# Casa de Silvela
La familia Silvela ha sido cuna de Juristas y Políticos Liberales a lo largo de la Historia contemporánea de España, llegando a tener una relevancia destacable durante  el periodo de la Restauración.

## Personajes Ilustres
- Manuel Silvela y García de Aragón (Valladolid, 31 de octubre de 1781-París, 9 de mayo de 1832) fue un escritor, abogado y magistrado español.
- Francisco Agustín Silvela y Blanco (Valladolid, 28 de agosto de 1803-Madrid, 20 de septiembre de 1857) fue un abogado, político y magistrado español.[3]
  - Luis Silvela y de Le Vielleuze (1839-1903) fue un jurista, periodista, académico y publicista español, diputado a Cortes y senador durante la Restauración.[4]
  - Manuel Silvela y de Le Vielleuze (París, 9 de marzo de 1830-Madrid, 25 de mayo de 1892) fue un abogado, escritor, académico y político español.[5]
    - Francisco Agustín Silvela y Casadó (Madrid, 28 de febrero de 1860-Madrid, 28 de enero de 1924) fue un abogado y político español, diputado y senador de las Cortes de la Restauración. Fue hijo del también abogado y ministro Manuel Silvela. 
      - Álvaro Silvela de la Viesca (Madrid, 1899-Madrid, 1972), diplomático español, marqués de Santa María de Silvela (GE), marqués del Castañar y conde de San Mateo de Valparaíso.

    - Mateo Silvela Casadó (Madrid, 1863-Madrid, 1948) fue un político y pintor español.
    - Luis Silvela Casadó (Madrid, 3 de junio de 1865-Madrid, 22 de abril de 1928) fue un abogado, periodista y político español, ministro de Instrucción Pública y Bellas Artes, ministro de la Gobernación y ministro de Marina durante el reinado de Alfonso XIII. También desempeñó los cargos de alto comisario de España en Marruecos en 1923 y alcalde de Madrid en dos ocasiones.[6]
    - Faustino Silvela Casadó fue un político y abogado español.

  - Francisco Silvela y de Le Vielleuze (Madrid, 15 de diciembre de 1843-Madrid, 29 de mayo de 1905) fue un político y académico español, presidente del Consejo de Ministros y ministro de Gobernación, de Gracia y Justicia, de Estado y de Marina durante la regencia de María Cristina de Habsburgo y primeros meses del reinado de Alfonso XIII.[7]
    - Jorge Silvela y Loring (Madrid, 1881-Madrid, agosto de 1936) fue un político y abogado español.[8]

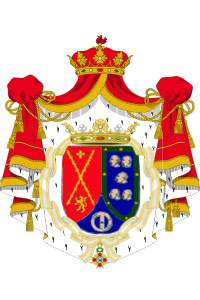
Armas del I marqués de Santa María de Silvela.

## Grandezas de España y Títulos del Reino

### Títulos concedidos a miembros de la casa
- Santa María de Silvela, marquesado de (GE).
- Silvela, marquesado de (GE).
- Zurgena, marquesado de.

### Títulos ostentados por miembros de la casa
- Albis, marquesado de.
- Arenas, marquesado del.
- Castañar, marquesado de.
- Castillo de Vera, condado del.
- Crecente, condado de.
- San Mateo de Valparaíso, condado de

### Diccionario Biográfico Español
- Herrera Navarro, Jerónimo. «Manuel Silvela y García Aragón» (Web). madrid: Diccionario biográfico español. Consultado el 7 de mayo de 2024. «Silvela y García Aragón, Manuel. Logisto Cario. Valladolid, 31.X.1781 – París (Francia), 9.V.1832. Abogado, escritor.».
- Pérez Núñez, Javier. «Francisco Agustín Silvela Blanco» (Web). madrid: Diccionario biográfico español. Consultado el 7 de mayo de 2024. «Silvela Blanco, Francisco Agustín. Valladolid, 28.VIII.1803 — Madrid, 20.IX.1857».
- Calvo Caballero, Pilar. «Manuel Silvela y de le Vielleuze» (Web). madrid: Diccionario biográfico español. Consultado el 7 de mayo de 2024. «Silvela y de Le Vielleuze, Manuel. París (Francia), 9.III.1830 – Madrid, 25.V.1892. Magistrado, político y escritor.».
- Velasco Sánchez, José Tomás. «Luis Silvela y de le Vielleuze» (Web). madrid: Diccionario biográfico español. Consultado el 7 de mayo de 2024. «Silvela y de Le Vielleuze, Luis. Madrid, 3.IX.1839 – 2.V.1903. Político, abogado, profesor de Derecho penal, académico, diputado y senador.».
- Seco Serrano, Carlos. «Francisco Silvela y de le Vielleuze» (Web). madrid: Diccionario biográfico español. Consultado el 7 de mayo de 2024. «Silvela y de Le Vielleuze, Francisco. Madrid, 15.XII.1845 – 29.V.1905. Jurista, escritor y político; presidente del Gobierno como jefe del Partido Conservador.».
- Verdejo Lucas, José María. «Luis Silvela y Casadó» (Web). madrid: Diccionario biográfico español. Consultado el 7 de mayo de 2024. «Silvela Casado, Luis. Madrid, 2.VII.1865 – 22.IV.1928. Político, jurisconsulto y alcalde de Madrid.».
- Calvo Caballero, Pilar. «Jorge Silvela y Loring» (Web). madrid: Diccionario biográfico español. Consultado el 7 de mayo de 2024. «Silvela y Loring, Jorge. II Marqués de Silvela. Madrid, 1881 – 1.IX.1936. Abogado y político.».

### Publicaciones
- A. Nieto, “Apuntes para una historia de los autores de Derecho Administrativo general español “, en A. Nieto (selec., intr. y present.), 34 artículos seleccionados de la Revista de Administración Pública con ocasión de su centenario, Madrid, Instituto Nacional de la Administración Pública, 1983, págs. 17-67
- Los primeros pasos del Estado constitucional. Historia administrativa de la Regencia de María Cristina de Borbón, Barcelona, Editorial Ariel, 1996
- J. López Tabar, Los famosos traidores. Los afrancesados durante la crisis del Antiguo Régimen (1808-1833), Madrid, Biblioteca Nueva, 2001
- J. Pérez Núñez, “Francisco Agustín Silvela Blanco (1803-1857), ideólogo de la Administración centralizada”, en Revista de Administración Pública, 157 (2002), págs. 119-155.
- F. A. Silvela, “Vida de Manuel Silvela”, en Obras póstumas [...], op. cit.
- J. Ortega Rubio, Vallisoletanos ilustres (bocetos), Valladolid, Luis N. de Gaviria, 1893, págs. 7-15
- C. González García-Valladolid, Datos para la historia biográfica de la M.L.M.N.H. y Excma. ciudad de Valladolid, vol. II, Valladolid, Imprenta y Librería Nacional y Extranjera de Hijos de Rodríguez, 1893-1894, págs. 453-456
- A. Gil Novales, Diccionario Biográfico del Trienio Liberal, Madrid, El Museo Universal, 1991, pág. 625
- J. Herrera Navarro, Catálogo de autores teatrales del siglo xviii, Madrid, Fundación Universitaria Española, 1993, págs. 425-426
- A. Gil Novales, Diccionario Biográfico de España, vol. 3, Madrid, Fundación Mapfre, 2010, págs. 2892-2893.
- G. Maura Gamazo, Historia crítica del reinado de don Alfonso XIII durante su minoridad bajo la regencia de doña María Cristina de Austria, Barcelona, Montaner y Simón, 1919, 2 vols.
- A. M.ª Fabié, Cánovas del Castillo. Su juventud. Su edad madura. Su vejez. Barcelona, Gustavo Gili, 1928
- S. de Madariaga, España: ensayo de historia contemporánea, Madrid, C.I.A.P., 1931
- M. Fernández Almagro, Historia del reinado de Don Alfonso XIII, Barcelona, Montaner y Simón, 1933
- Conde de Romanones, Notas de una vida (1868-1901), Madrid, M. Aguilar Editor, 1934
- E. Aunós, Itinerario histórico de la España contemporánea (1808-1936), Barcelona, Bosch, 1940
- F. de Llanos y Torriglia, Francisco Silvela, Madrid, Purcalla, 1946
- G. Maura y M. Fernández Almagro, Porqué cayó Alfonso XIII, Madrid, Ambos Mundos, 1947
- Conde de Los Villares, Estudios del reinado de Alfonso XIII, Madrid, Ed. Jordan, 1948
- M. Fernández Almagro, Cánovas, su vida y su política, Madrid, Ambos Mundos, 1951
- J. Pabón y Suárez de Urbina, El 98, acontecimiento internacional, Madrid, Escuela Diplomática, 1952
- Cambó, Barcelona, Alpha, 1946-1953, 2 vols.
- M. Fernández Almagro, Historia política de la España contemporánea, Madrid, Pegaso, 1956-1959, 2 vols.
- E. de Tapia, Francisco Silvela: gobernante austero, Madrid, Afrodisio Aguado, 1968
- J. M.ª García Escudero, Historia política de las dos España, Madrid, Editora Nacional, 1975
- R. Carr, España 1808-1975, ed. corr. y aum., Barcelona, Ariel, 1979
- Marqués de Siete Iglesias, “Real Academia de la Historia. Catálogo de sus individuos. Noticias sacadas de su archivo” en Boletín de la Real Academia de la Historia (BRAH), t. CLXXVI, cuad. II (mayo-agosto de 1979)
- J. F. Lasso Gaite, El Ministerio de Justicia. Su imagen histórica (1714-1981), Madrid, Imprenta Sáez, 1984
- C. Seco Serrano, Militarismo y civilismo en la España contemporánea, Madrid, Estudios Económicos, 1985; J. Tusell y J. Avilés, La derecha española contemporánea. Sus orígenes: el maurismo, Madrid, Espasa Calpe, 1986
- C. Seco Serrano, “Los silvelistas catalanes: notas para su estudio”, en Estudios históricos. Homenaje a los profesores José M.ª Jover Zamora y Vicente Palacio Atard, vol. 1, Madrid, Universidad Complutense, 1990, págs. 169-198
- J. M. Cuenca Toribio y S. Miranda García, El poder y sus hombres. ¿Por quiénes hemos sido gobernados los españoles? (1705-1998), Madrid, Actas, 1998
- C. Seco Serrano y J. Tusell, Estado y política en el reinado de Alfonso XIII, prol. de J. M.ª Jover en Historia de España de Menéndez Pidal, t. XXXVIII, Madrid, Espasa Calpe, 1999, 2 vols.
- A. Zamora Vicente, Historia de la Real Academia Española, Madrid, Espasa Calpe, 1999; C. Seco Serrano, Historia del conservadurismo español, Madrid, Ariel, 1999
- J. Tusell y G. Queipo de Llano, Alfonso XIII. El rey polémico, Madrid, Taurus, 2001
- C. Seco Serrano, La España de Alfonso XIII. El Estado. La política. Los movimientos sociales, Madrid, Espasa Calpe, 2002;
- “Francisco Silvela. El regeneracionismo ético. Homenaje en su centenario”, en BRAH, t. 202, cuad. 2 (2005), págs. 185-196
- L. Arranz Notario, Silvela. Entre el liberalismo y el regeneracionismo, Madrid, FAES-Gota a Gota, 2013.

- Datos: Q125845467